# La Longueville
La Longueville är en kommun i departementet Nord i regionen Hauts-de-France i norra Frankrike. Kommunen ligger i kantonen Bavay som tillhör arrondissementet Avesnes-sur-Helpe. År 2022 hade La Longueville 2 061 invånare.

## Befolkningsutveckling
Antalet invånare i kommunen La Longueville
| Referens: INSEE |